# Automobil subcompact
Clasa subcompactă face parte din sistemul britanic de clasificare al automobilelor. Modelele din această categorie mai sunt clasificate în sistemul european ca făcând parte din Segmentul B, ce descrie un automobil de oraș cu dimensiuni între cele ale unui automobil de oraș din clasa mini și cele ale unui automobil mic de familie. În Statele Unite, această clasă se numește clasa subcompactă și ține cont de volumul din interiorul automobilului, care trebuie să fie între 2.400 litri și 2.800 litri. Această clasă a apărut din cauza creșterii puțin câte puțin a dimensiunilor automobilelor care la început făceau parte din clasa mică.

## Originea termenului
Termenul a fost utilizat în 1985, fiind utilizat de Asociația Consumatorilor din Anglia care lansa anual în luna octombrie ghidul "Car Buying Guide". Fiind un termen nou, asociația a formulat o primă definiție pentru această clasă. Astfel în aceasta intrau automobilele de dimensiuni mici, cu o caroserie de tip hatchback. Se considera că o mașină din clasa supermini este una mai mare decât un Mini (care era cel mai mic automobil la acea vreme), dar mai mică decât un automobil obișnuit de la acea vreme.

## Exemple de mașini din clasa supermini
- Audi A2
- Ford Fiesta
- Opel Corsa
- Škoda Fabia
- Trabant
- Volkswagen Polo